# Karl Mayrhofer (Astronom)

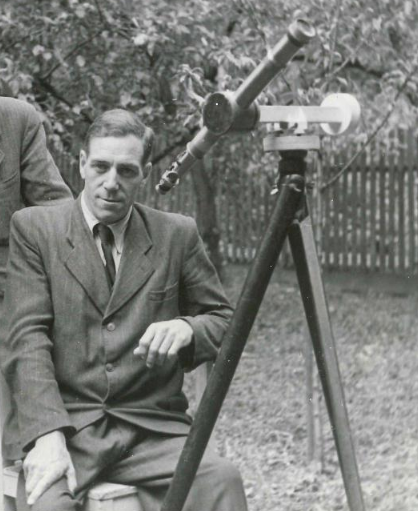
Obmann und Gründungsmitglied der Kepler Sternwarte Linz – Foto aus 1947

Karl Mayrhofer (* 2. März 1908 in Haidershofen; † 28. November 1987 in Ried im Innkreis) war ein österreichischer Rechner und Astronom.

## Leben
Mayrhofer erkrankte in frühester Kindheit an Poliomyelitis und blieb als Folge davon zeitlebens körperlich beeinträchtigt. Die günstige Opposition des Planeten Mars im Jahr 1924 regte sein Interesse an der Astronomie an und gab auch den Anlass für ein intensives Selbststudium der Mathematik. Als Externist schloss Mayrhofer 1926 die Bürgerschule in Steyr ab. Im Jahr 1938 nahm er eine Anstellung als Rechner in den Steyr-Werken an.
Im Jahr 1943 wurde Mayrhofer, nach einer Empfehlung des Wiener Astronomen Oswald Thomas an August Kopff, am Astronomischen Recheninstitut (ARI) als ständiger, auswärtiger Mitarbeiter auf dem Gebiet der Bahnbestimmung und Ephemeridenrechnung der Asteroiden aufgenommen. Rechenaufträge auf diesem Gebiet führte er bis 1965 aus. Im Zeitraum von 1963 bis 1974 war er für die "Astronomischen Grundlagen für Kalender" des ARI tätig, von 1965 bis 1976 stellte er auch Berechnungen für den Österreichischen Himmelskalender an. Von 1944 bis 1948 war er darüber hinaus als Bibliothekar und Mechaniker an der Sternwarte Kremsmünster tätig.
Mayrhofer war auch Gründungsmitglied und erster Obmann der Linzer Astronomischen Gemeinschaft.
Er gilt als Wegbereiter der Asteroiden und Kometen Beobachtungen in Linz sowie der späteren Errichtung der Privatsternwarte Davidschlag, welche von Erich Meyer und Erwin Obermair gegründet wurde.

## Auszeichnungen
Der Asteroid (1690) Mayrhofer wurde 1980 auf Vorschlag von Otto Kippes nach ihm benannt. 1981 wurde ihm von der oberösterreichischen Landesregierung der Ehrentitel des Konsulenten verliehen.